# ジャック・マクガーン
ジャック・"マシンガン"・マクガーン (Jack "Machine gun" McGurn、1905年 - 1936年2月13日) は、イタリア・シチリア出身のギャングスターでアル・カポネの部下。本名はヴィンチェンツォ・アントニオ・ジバルディ (Vincenzo Antonio Gibaldi) だが、母が再婚したため、再婚相手の姓を付けたジェームズ・ヴィンチェンツォ・デモラ (James Vincenzo DeMora) の名でも知られる。彼は希代のプレイボーイで、金髪美女にはとくに目が無かった。マシンガンで撃たれても一命を取り留めたことから"マシンガン"・マクガーンと呼ばれるようになった。ゴルフの腕はプロ級だったという。

## 来歴
トマスとジョセフィンの6人兄弟の長男で生まれはシチリアのリカータ。一歳のときに一家でアメリカ・ブルックリンへ移住する。小柄だがスポーツ万能で目立ちたがり屋だった。
マクガーンが思春期の頃にアイルランド系ギャングの「ホワイトハンド」の構成員に人違いで父親が殺される。父のトマスはフランキー・イェールの部下のウィリー・アルティエリというガンマンにそっくりだったという。
その後、未亡人になったジョセフィンは食料品店を営むアンジェロ・デモリーという男と再婚しシカゴに移り住む。アンジェロはジェンナ兄弟に密造酒を作るために必要な砂糖を卸したりしていた。そのため、アンジェロはギャングスターでなくとも危険な男たちとの付き合いがあったことは間違いなく、1923年1月に射殺されている。のちにマクガーンはしっかりと復讐を果たしたという。
マクガーンは10代の頃にボクシングを始めた。アマチュアでは結果を出したが、プロではまるで鳴かず飛ばずだったために結局断念し、カポネ一味に入ることとなった。この頃にジムの経営者がジャック・マクガーンというアイルランド風のリングネームを与えた。
19歳の時に一時ブルックリンに戻り、父親を殺したホワイトハンドの2人の組員を射殺し、ボスのビル・ロヴェットにも大怪我を負わした。
カポネ一味に入ってから3年間で、週給150ドルの無名のボディーガードからカポネ一味の共同経営者に名を連ねるまでに出世した。美男子で度胸のあるマクガーンはカポネに気に入られ可愛がられた。
芸人で歌手のジョー・E・ルイスはアル・カポネが経営する酒場のグリーン・ミルで出演していた。グリーン・ミルの利益の一部はマクガーンがもらっていた。1927年8月にルイスは商売敵のジョージ・モランらが経営するもぐり酒場の"ニュー・ランデヴー"に引き抜かれた。マクガーンが何でグリーン・ミルを辞めるのか訪ねると、契約が切れるから"ニュー・ランデヴー"で始めると言った。マクガーンは初日まで生きちゃいられないぜと脅した。しかし、ルイスは契約だけが問題ではなかった。2人は女をめぐって争っていた。女は最初はルイスと付き合っていたが、途中でマクガーンに乗りかえた。マクガーンは彼女に飽きると、なんとカポネが経営する売春宿で働かせた。このため、ルイスは自分の恋人を奪って売りとばした男の命令なんかに従うつもりはなかった。10月2日にルイスは予告どおりに"ニュー・ランデヴー"に移った。そのため、マクガーンは11月9日にルイスがホテルに泊まっているところ、3人の男に襲わせて大怪我を負わせた。喉と舌を切られたルイスは、歌手として復帰するのに永く過酷なリハビリをする羽目となった。
1927年7月1日にアル・カポネの命令でアルバート・アンセルミ、ジョン・スカリーゼ、フレッド・"キラー"・バークと共にニューヨークのフランキー・イェールを殺害する。
1928年ごろ、ラッシュ・ストリートのホテルの電話ボックスに入ったところ、モランの手下のグーゼンバーグ兄弟にマシンガンで襲われた。マクガーンは応戦する暇もなく倒れた。グーゼンバーグ兄弟はマクガーンは死んだと思い逃走した。しかし、マクガーンは救急車で病院に運ばれ一命を取り留めた。そして、アル・カポネにモラン一味全員を抹殺するべきだと進言した。
1929年初頭にアル・カポネを訪れて反撃に出る許可を求めた。これにアル・カポネが承認した。それから選り抜きの人材を集めて暗殺部隊（メンバーはフレッド・"キラー"・バーク、ジョン・スカリーゼ、アルバート・アンセルミ、フランク・リオと見張り役にデトロイトのパープル・ギャングのキューウェル兄弟）を編成し、入念な計画（モラン一味が倉庫にいるところを手入れを行う警察官を装う）を立て、モラン一味の動向を探った。マクガーンは現場には同行しないがアリバイを作る必要があった。そのため、スティーヴンズ・ホテルに恋人のルイズ・ロルフと泊まり、本名で宿帳に署名した。
こうして、1929年2月14日の木曜日に聖バレンタインデーの虐殺は実行された。その後、警察がマクガーンをホテルのスイートで逮捕し、本部へ連行すると、2人の目撃者が虐殺現場で彼を見たと証言した。そのため、釈放なしで勾留された。しかし、マクガーンはアメリカ犯罪史上最も有名なアリバイを用意して虐殺には関与していないと主張した。警察は「金髪のアリバイ」と呼んだ。そのアリバイ崩しに、警察と検事が何ヶ月も費やして、有罪を目前にしていた。そのため、マクガーンとロルフは結婚した。このため、ロルフがマクガーンに対して不利な証言をするはずはなかった。1929年12月2日に彼に対するあらゆる告訴が取り下げられ、彼は釈放された。
その後、マイアミ・ビーチでマシンガンを乱射していたため逮捕される。このとき他に、アル・カポネの2人の弟のジョンとアルバート、それとルイス・カワンも捕まった。
マクガーンは、1936年ごろになると組織内での地位は失墜しており、後年は細々と麻薬を売ったりしていたという。
1936年のバレンタインデーの前日に、シカゴのミルウォーキー・アヴェニュー85番地のボウリング場にいるところ、2人の殺し屋にマシンガンで射殺された。モラン一味の復讐であることを強く示唆していた（カポネの後を継いだフランク・ニッティらにより粛清されたという説もある）。20人の目撃者がいたが、犯人はついに捕まらなかった。
マクガーンはクック郡ヒルサイドのマウントカーメル墓地に埋葬されたが、墓石には『ヴィンセント・ジェバルディ（Vincent Gebardi）』と刻まれている。